# Leopold Mannes
Leopold Damrosch Mannes (Nova Iorque, 26 de dezembro de 1899 — 11 de agosto de 1964) foi um músico e inventor estadunidense.
Criou, juntamente com Leopold Godowsky Júnior, o primeiro diapositivo, Kodachrome.

## Outras patentes
- Patente E.U.A. 1 997 493 Color Photography filed January 1922, issued April 1935
- Patente E.U.A. 2 304 940 Color Photography filed January 1940, issued December 1942